# ثوم دونوفان
ثوم دونوفان (بالإنجليزية: Thom Donovan)‏ هو موسيقي وكاتب أغاني أمريكي، ولد في 24 يوليو 1974 في سانت لويس في الولايات المتحدة.

## وصلات خارجية
- الموقع الرسمي